# Screaming Life/Fopp
Screaming Life/Fopp — сборник американской рок-группы Soundgarden, выпущенный 11 мая 1990 года на лейбле Sub Pop Records. Впоследствии был проведён ремастеринг альбома и 24 ноября 2013 года он был переиздан тем же лейблом.
Альбом включает в себя первые два студийных мини-альбома группы: Screaming Life (1987) и Fopp (1988). Он был выпущен в 1990 году лейблом Sub Pop, несмотря на то, что был записан в 1987-1988 годах, после того как два последующих полноформатных релиза Soundgarden, Ultramega OK (1988) и Louder than Love (1989), принесли группе значительную популярность. В альбоме есть две кавер-версии: «Swallow My Pride» (кавер Green River) и «Fopp» (кавер Ohio Players).

## Отзывы критиков
Стивен Томас Эрлевайн из AllMusic оценил альбом в 3 звезды из 5 и сказал: «Soundgarden не так сильно звучат, как позже, и их песни не особенно убедительны, что делает эту запись интересной только как историческая запись».
Pop Matters оценил альбом в 6 звёзд из 10 и сказал о переиздании альбома: «Что касается „ремастеринга“, то, безусловно, альбом звучит так же хорошо, как и всегда, особенно для тех, кто помнил каждую ноту с помощью аудиокассет. Тем не менее, новая версия не сильно отличается от предыдущего релиза на CD, в основном потому, что песни были записаны жёстко и ухабисто в первую очередь».

## Список композиций
| №                   | Название                         | Текст песни | Музыка | Длительность |
| ------------------- | -------------------------------- | --- | --- | ------------ |
| 1.                  | «Hunted Down»                    | | | 2:42         |
| 2.                  | «Entering»                       | | | 4:36         |
| 3.                  | «Tears to Forget»                | | Hiro Yamamoto, Thayil                                                                                          | 2:00         |
| 4.                  | «Nothing to Say»                 | | | 4:00         |
| 5.                  | «Little Joe»                     | | | 4:31         |
| 6.                  | «Hand of God»                    | | Yamamoto | 4:27         |
| 7.                  | «Kingdom of Come»                | | Chris Cornell                                                                                                  | 2:35         |
| 8.                  | «Swallow My Pride»               | Mark Arm | Steve Turner                                                                                                   | 2:18         |
| 9.                  | «Fopp»                           | Billy Beck, Leroy Bonner, Marshall Jones, Ralph Middlebrooks, Mervin Pierce, Clarence Satchell, James Williams | Billy Beck, Leroy Bonner, Marshall Jones, Ralph Middlebrooks, Mervin Pierce, Clarence Satchell, James Williams | 3:37         |
| 10.                 | «Fopp (Fucked Up Heavy Dub Mix)» | Beck, Bonner, Jones, Middlebrooks, Pierce, Satchell, Williams                                                  | Beck, Bonner, Jones, Middlebrooks, Pierce, Satchell, Williams                                                  | 6:25         |
| Общая длительность: | Общая длительность:              | Общая длительность:                                                                                            | Общая длительность:                                                                                            | 37:15        |

| №                   | Название                         | Текст песни | Музыка | Длительность |
| ------------------- | -------------------------------- | --- | --- | ------------ |
| 1.                  | «Hunted Down»                    | | | 2:42         |
| 2.                  | «Entering»                       | | | 4:33         |
| 3.                  | «Tears to Forget»                | | Hiro Yamamoto, Thayil                                                                                          | 2:01         |
| 4.                  | «Nothing to Say»                 | | | 3:57         |
| 5.                  | «Little Joe»                     | | | 4:29         |
| 6.                  | «Hand of God»                    | | Yamamoto | 4:26         |
| 7.                  | «Sub Pop Rock City»              | | | 3:15         |
| 8.                  | «Fopp»                           | Billy Beck, Leroy Bonner, Marshall Jones, Ralph Middlebrooks, Mervin Pierce, Clarence Satchell, James Williams | Billy Beck, Leroy Bonner, Marshall Jones, Ralph Middlebrooks, Mervin Pierce, Clarence Satchell, James Williams | 3:37         |
| 9.                  | «Fopp (Fucked Up Heavy Dub Mix)» | Beck, Bonner, Jones, Middlebrooks, Pierce, Satchell, Williams                                                  | Beck, Bonner, Jones, Middlebrooks, Pierce, Satchell, Williams                                                  | 6:28         |
| 10.                 | «Kingdom of Come»                | | Chris Cornell                                                                                                  | 2:36         |
| 11.                 | «Swallow My Pride»               | Mark Arm | Steve Turner                                                                                                   | 2:20         |
| Общая длительность: | Общая длительность:              | Общая длительность:                                                                                            | Общая длительность:                                                                                            | 40:28        |

## Позиции в чартах
| Чарт (2013)                     | Высшая позиция |
| ------------------------------- | -------------- |
| США Billboard Vinyl Albums      | 7              |
| США Billboard Tastemaker Albums | 22             |